# Bessa fascinans
Bessa fascinans là một loài ruồi trong họ Tachinidae.